# Кляйн-Беліц
Кляйн-Беліц (нім. Klein Belitz) — громада в Німеччині, розташована в землі Мекленбург-Передня Померанія. Входить до складу району Росток. Складова частина об'єднання громад Бютцов-Ланд.
Площа — 38,87 км2. Населення становить 831 ос. (станом на 31 грудня 2020).

## Галерея

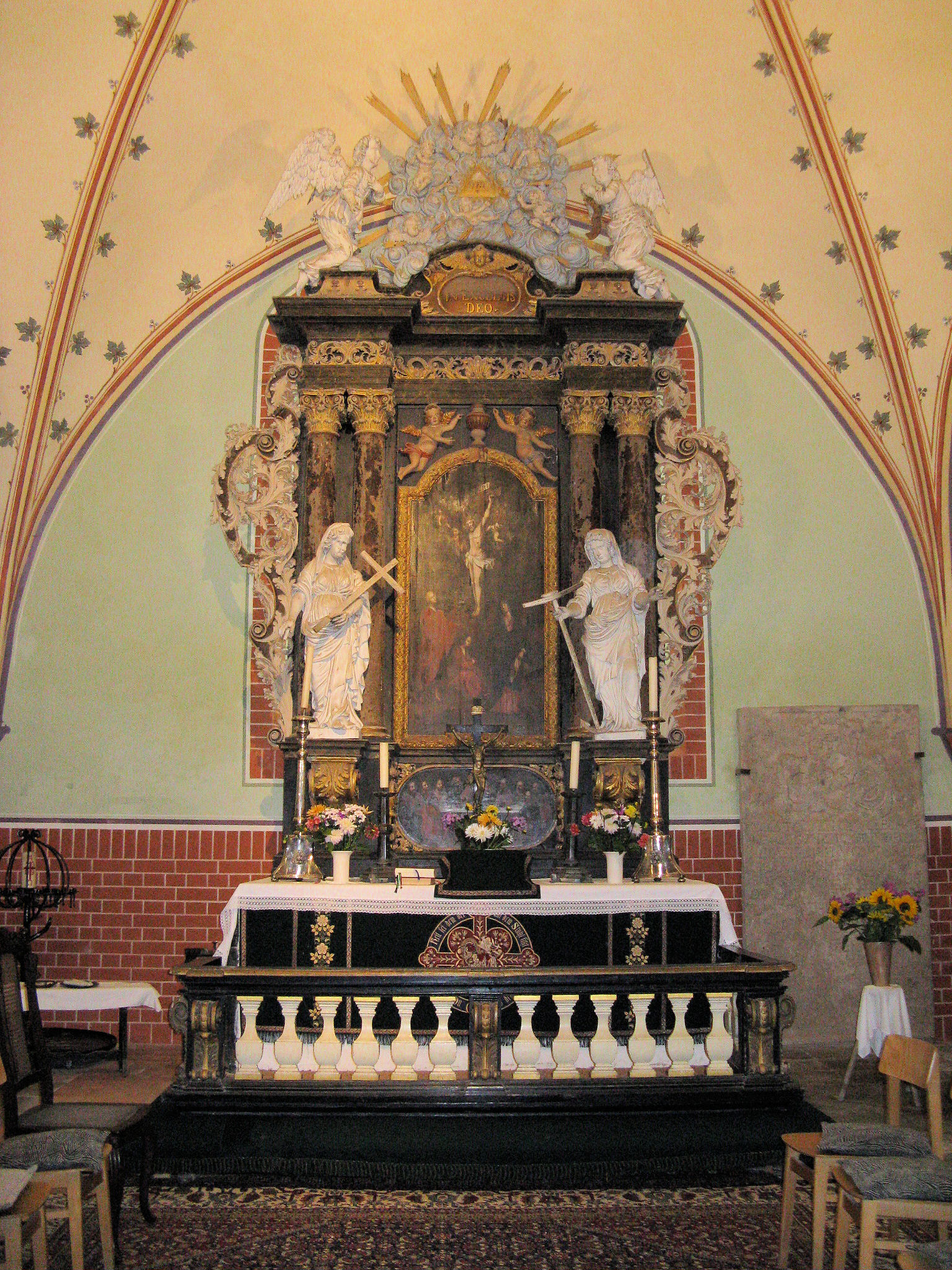